# Virgen de las Angustias (Guadix)
La Virgen de las Angustias es una imagen devocional, venerada en la ciudad de Guadix, de la que es Patrona, así como de su Diócesis. Es una imagen de talla, realizada a imitación de la imagen desaparecida durante los acontecimientos de la Guerra Civil y que era obra del imaginero barroco Torcuato Ruiz del Peral, obra del imaginero sevillano Don Antonio Castillo Lastrucci, realizada en el año 1940, recibe culto en la Iglesia de Nuestra Señora de las Angustias, antigua Iglesia del Convento de San Diego.  De sus cultos se encarga la Pontificia, Real e Ilustre Archicofradía de la Virgen de las Angustias.

## Breve Historia
El culto a la Virgen de las Angustias de Guadix, es muy antiguo, estableciéndose desde la conquista de la ciudad por los Reyes Católicos, aunque de una forma más efectiva se inicia en 1558, en la Ermita de San Sebastián.  Pero no sería hasta un siglo más tarde con una Real Cédula promulgada por Felipe IV cuando se impulsó el culto a la Virgen de las Angustias, señalando su fiesta el segundo domingo de noviembre de cada año y se eligió como sede el templo de San Diego, que hoy lleva el nombre de la Virgen de las Angustias.  La Hermandad de la Virgen de las Angustias es aprobada en el año 1.853 por el obispo Don Juan José Arbolí y Acaso. En el año 1906 Siendo Pontífice San Pio X, se declara oficialmente Patrona de la ciudad, junto son San Torcuato, a la Virgen de las Angustias y en el año 1922 se obtiene rescripto de la Santa Sede, fechado en Roma el día 24 de febrero de 1923, concediendo la Coronación Canónica para la patrona, la cual se lleva a cabo el día 21 de septiembre de 1923. 
A la nueva imagen de la Virgen se le vuelve a imponer la corona canónica el 6 de septiembre de 1964 por el obispo Rafael Álvarez Lara. En el boletín del obispado de noviembre de ese año, número 11, leemos: “La Plaza de Onésimo Redondo fue el marco, incomparable, en que la ciudad de Guadix, postrada una vez más ante su Patrona, hizo entrega a la autoridad de la Diócesis de la magnífica corona de oro, adornada de perlas y brillantes, adquirida por suscripción popular, viene a sustituir la que otro inolvidable día de septiembre de 1923 ciñera sus sienes virginales”.
El 21 de Septiembre de 2023 cumple cien años de la Coronación Canónica, y cayendo en jueves lo trasladarán al sábado día 23.
El sábado 23 de Septiembre de 2023, fue Coronada después de 100 años en el parque municipal Pedro Antonio de Alarcón de Guadix, por el Obispo D. Francisco Jesús Orozco Mengíbar. Quien volvió a colocarle en su frente sagrada una nueva corona diseñada y realizada por el orfebre granadino Alberto Quirós, en la cual, se inspiró a la desaparecida en la guerra civil de 1936. La corona fue sufragada por las Hermandades de la Iglesia de Santiago, la Archicofradía de la Virgen y devotos de la Patrona. 
Dos días antes, el 21 de Septiembre de 2023 comienza el año jubilar otorgado por el Papa Francisco I, a la iglesia de la Virgen de las Angustias, y que dicho año finalizó con la primera Magna Mariana celebrada en Guadix el día 14 de Septiembre de 2024, en la que participaron 19 advocaciones marianas tanto de la localidad como de pueblos limítrofes de la Diócesis de Guadix, entre ellos, (Exfiliana, Cogollos de Guadix, Benalúa, Jérez del Marquesado y Caniles). Y el día 21 de Septiembre de 2024 se clausura el año jubilar con motivo del Centenario de Coronación Canónica a la Stma. Virgen de las Angustias. 